# Gloria Gaither
Gloria Gaither (Battle Creek, 4 de marzo de 1942), es una compositora de música gospel, escritora, conferenciante, editora y académica estadounidense. Ella es la esposa de Bill Gaither y también fue parte del Bill Gaither o Bill Gaither Trío, uno de los más influyentes en la música cristiana (Antecedido por el Gaither Vocal Band).

## Primeros años
Gloria Lee Sickal nació en Michigan, hija del pastor Lee Sickal y Dorothy Sickal. Cuando Sickal se graduó de la secundaria, asistió a la Universidad Anderson en Anderson, Indiana. Allí, ella se graduó en inglés, francés y Sociología. Tras la graduación, ella tomó trabajo en Alexandria Monroe High School, como profesora de francés. Allí conoció a Bill Gaither, que era profesor de inglés en ese momento. Se casó con Gaither en 1962, y comenzaron a escribir canciones en forma recreativa, a finales de la década de 1960, Gloria, Bill y su hermano Danny Gaither comenzaron una gira de conciertos, conocidos como el Trío Gaither.

## Su Música
La música que ha escrito ella y su esposo Bill Gaither, ha llegado a casi todo el mundo, incluyendo a América Latina. Generalmente las letras de las canciones son creadas por ella y la música por Bill. Han llegado a ganar premios y honores por su música. De las 700 canciones compuestas por ella y Bill, las más populares son,"These are they" (Estos son) "He Touched me" (Me ha Tocado), "Because He Lives" (Porque el Vive), "It is finish" (Es el fin) y muchas más. Cantadas y tocadas por grupos, Cuartetos, Solistas, etc. de toda América, incluyendo el Gaither Vocal Band.

## Proyectos recientes
Después de la gira del Trío Bill Gaither, Gloria Gaither se enfocó al Gaither Homecoming, ella se ha presentado en cada uno de ellos. Gloria Gaither actualmente es guionista y narradora de la Serie Gaither Homecoming. En 1991, asistió a la Ball State University y recibió una Maestría en Literatura. Ella enseñó como profesora adjunta en la Escuela de la universidad Anderson, entre los años 80 y 90. En 1996 encabezó en la fundación de Gaither Family Resources en Alexandria, Indiana, y actualmente ella se desempeña en copropietaria y director general. En el 2002 lanzó Homecoming: The Megazine, y desempeña el papel como escritora, entrevistadora y editora de colaboración.

## Premios
- Dove Awards
  - 1984
    - Song of the Year: "Upon This Rock" - Gloria Gaither, Dony McGuire

  - 1985
    - Songwriter of the Year

  - 1987
    - Song of the Year: "In the Name of the Lord" - Phil McHugh, Gloria Gaither, Sandi Patti Helvering

  - 1992
    - Southern Gospel Album: Reunion: A Gospel Homecoming Celebration - Bill Gaither, Gloria Gaither

  - 1996
    - Gospel Music Hall of Fame
- Grammy Awards
  - 1999
    - Southern, Country or Bluegrass Gospel Album: Kennedy Center Homecoming - Bill and Gloria Gaither and their Homecoming Friends

  - 2001
    - Best Southern, Country or Bluegrass Gospel Album: Bill & Gloria Gaither Present a Billy Graham Music Homecoming - Bill & Gloria Gaither and the Homecoming Friends
- Academic Awards
  - 2002
    - Indiana Wesleyan University Honorary doctorate recipient

  - 2010
    - Indiana Wesleyan University Society of World Changers